# 伊斯兰马格里布基地组织
伊斯兰马格里布基地组织（阿拉伯语：‎），简称AQIM。 AQIM是一个伊斯兰主义军事组织，意图通过发动反政府运动来推翻阿尔及利亚政府并成立哈里发国。该组织已声明以欧盟、美国为攻击目标。联合国、澳大利亚、加拿大、俄罗斯、阿拉伯联合酋长国和美国已将其列为恐怖组织。

2003年9月11日，萨拉夫宣教与战斗组织发表声明，表示效忠基地组织。2004年，阿卜杜勒-马立克·杜德克尔成为该组织头目。2006年9月，该组织与基地正式结盟，并于同年12月正式宣布易名为“伊斯兰马格里布基地组织”。
2020年6月3日，伊斯兰马格里布基地组织头目阿卜杜勒马里克·德鲁克德尔在馬里北部被法軍擊斃。2020年11月2日，伊斯兰马格里布基地组织向马克龙发出了死亡威胁。2021年5月17日，突尼斯内政部发表声明说，突尼斯安全部队在该国西部卡赛林省打死5名恐怖分子。
該組織參與馬里北部衝突與馬格里布伊斯蘭叛亂。